# 圣米歇尔 (热尔省)
圣米歇尔（法語：Saint-Michel，法語發音：[sɛ̃ miʃɛl] ⓘ）是法国热尔省的一个市镇，位于该省南部，属于米朗德区。

## 地理
圣米歇尔（43°25'44"N, 0°24'54"E）面积16.56 平方千米，位于法国奧克西塔尼大區热尔省，该省份为法国西南部内陆省份，北起顺时针与洛特-加龙省、塔恩-加龙省、上加龙省、上比利牛斯省、大西洋比利牛斯省和朗德省接壤。
与圣米歇尔接壤的市镇（或旧市镇、城区）包括：巴聚格、贝洛克圣克拉芒、贝尔杜、蒙卡桑、蒙托、蓬桑佩尔、圣多德、圣埃利特、索维亚克。

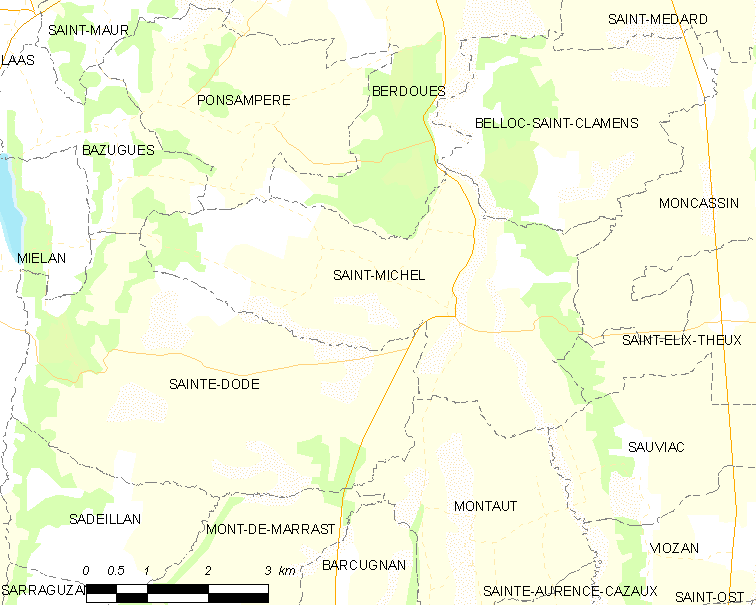
的OSM定位图

圣米歇尔的时区为UTC+01:00、UTC+02:00（夏令时）。

## 行政
圣米歇尔的邮政编码为32300，INSEE市镇编码为32397。

## 政治
圣米歇尔所属的省级选区为米朗德-阿斯塔拉克县。

## 人口

1962-2008年间人口变化图示

圣米歇尔于2022年1月1日时的人口数量为246人。